# Аромашево
Арома́шево (рос. Аромашево) — село, адміністративний центр Аромашевського району Тюменської області, Росія.

## Географія
Розташоване на березі річки Вагай. В межах села Аромашево у Вагай впадає невелика ліва притока — річка Мала Кіршиха. Південніше села Вагай приймає також ліву притоку Салодовку і праву — Смородиновку.
В долині річки проходять основні транспортні артерії й зосереджено більшість навколишніх населених пунктів. З півдня на північ через село проходить автодорога, що зв'язує трасу Р402 «Тюмень — Ішим — Омськ» з селом Вагай в гирлі однойменної річки.

## Історія
Одна з перших згадок про село Аромашево відноситься до 1720 року.

## Населення
Населення — 5373 особи (2010, 5609 у 2002).
Національний склад станом на 2002 рік:
- росіяни — 91 %